# Jeroni Torrella
Jeroni Torrella (Valencia, ca. 1450 - Valencia, tabla. 1512) fue un médico, matemático y astrólogo valenciano, hijo de Ferrer Torrella y hermano de Gaspar, también médicos.
Estudió en Siena y en Pisa, donde se graduó, cuando tenía veinte años, de maestro en artes y doctor en medicina. En 1474, en Bolonia, conoció a Bartomeu Gerp y Girolamo Manfredi, que posteriormente influirían en su obra. De regreso a Valencia, se ganó una gran reputación, y fue médico personal de Fernando el Católico y de la hermana de este, Juana de Aragón. En 1502 fue elegido por la ciudad examinador de artes y de medicina, y de 1505 a 1508 ocupó la primera cátedra de medicina del Estudi General, que se había fundado pocos años antes.
En su única obra impresa, De imaginibus astrologicis, que dedicó a Fernando el Católico, expone muy eruditamente los argumentos en favor y en contra de la eficacia de los sellos, generalmente de oro y con signos astrológicos, que se utilizaban para prevenir y curar dolencias, y les atribuye algunos efectos curativos basados en el poder de la imaginación, a la vez que refuta la exagerada eficacia que les atribuían otros autores.

## Obras
- Opus praeclarum de imaginibus astrologicis. Valencia, Alfonso de Orta, 1496

En este tratado  menciona otros seis que había escrito y que no se llegaron a imprimir:
- Expositio delgada Primi Avicena
- De motu caelorum
- Opusculum pro Astrología adversus Comitem de Concordia Mirandulanum
- Expositio trium librorum Reine Galieni
- Enucleatum. Opusculum sex quaestionum
- De Fluxu & refluxu maris